# Sonderdienst

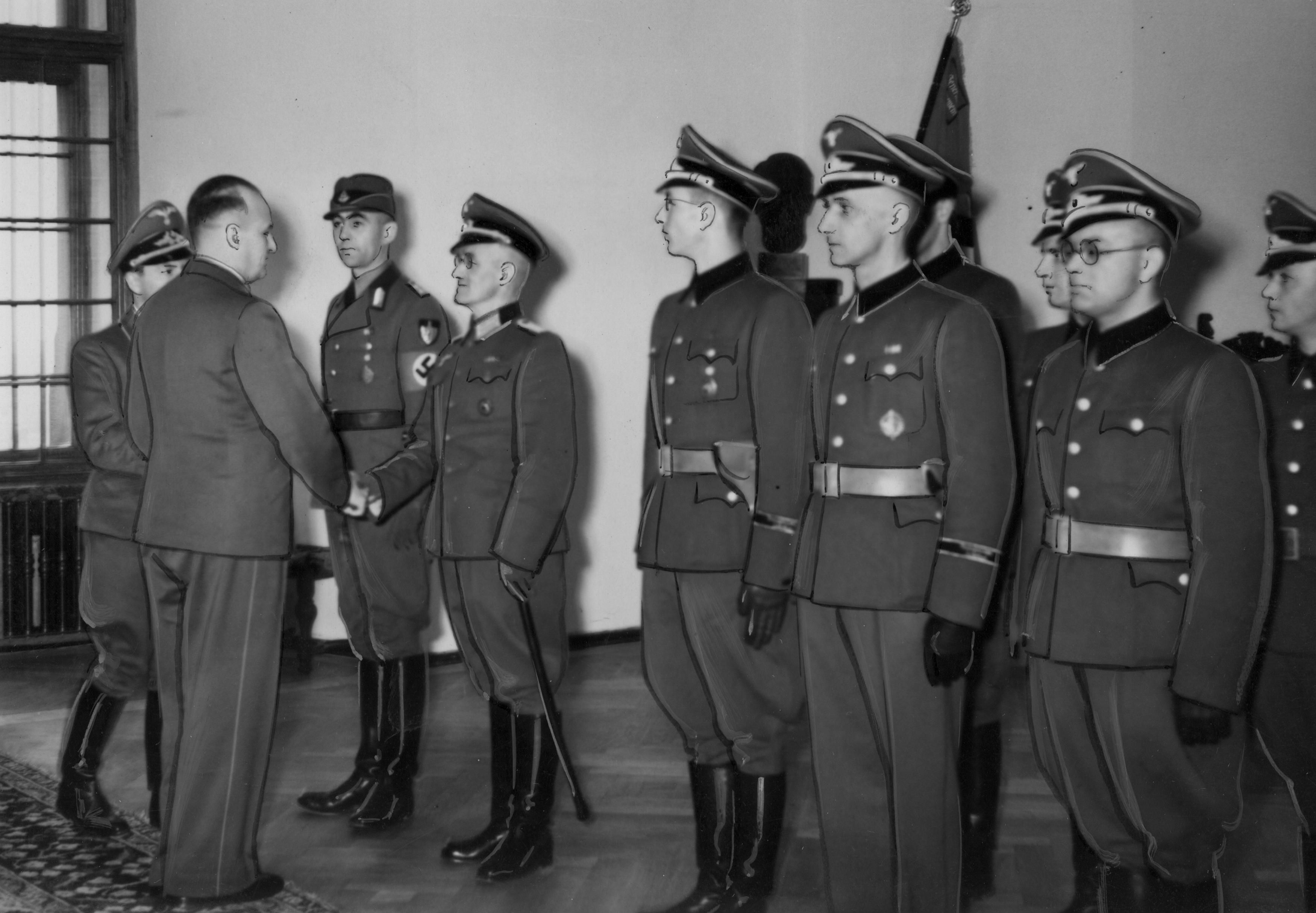
Gubernator Hans Frank przyjmuje na Zamku Królewskim w Krakowie przywódców Sonderdienstu w pierwszą rocznicę utworzenia

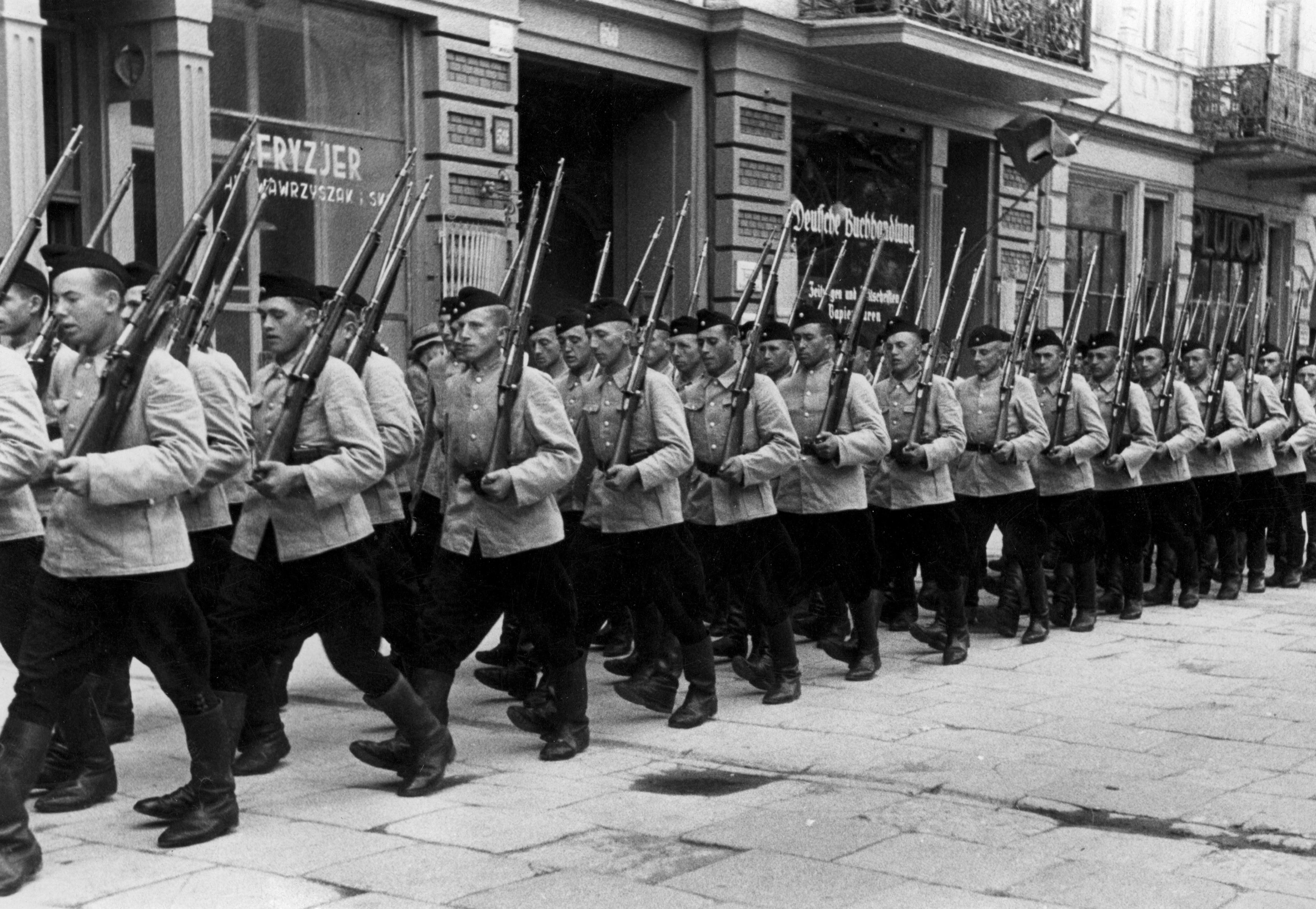
Oddział Sonderdienstu w 1940 roku w Krakowie we wczesnej wersji mundurów

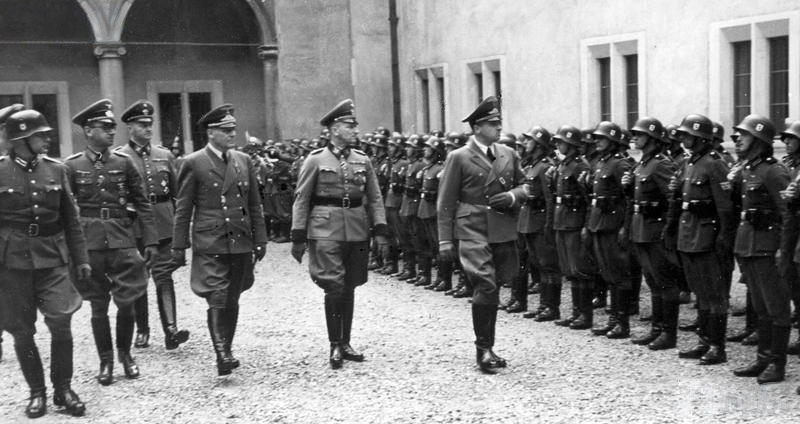
Od prawej Hans Frank, generał Herbert Becker oraz Ernst Boepple dokonują przeglądu kompanii honorowej Sonderdienstu na dziedzińcu Zamku Królewskiego w Krakowie; sierpień 1943

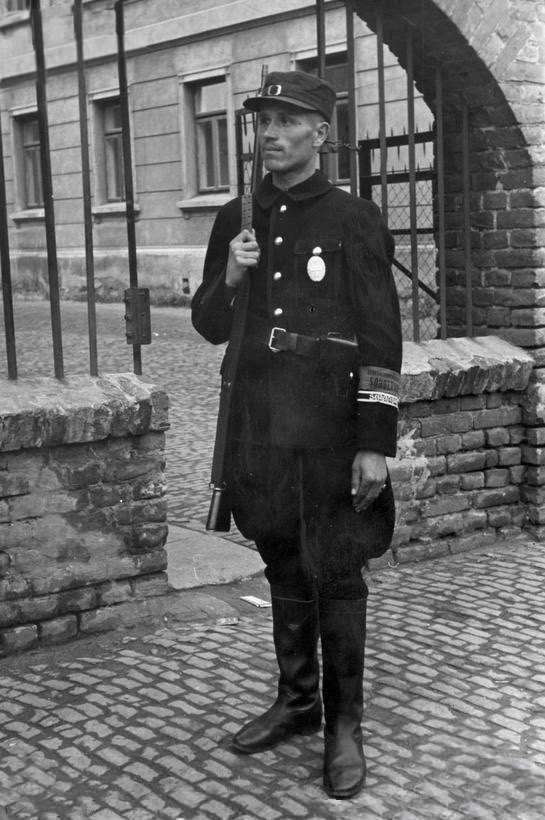
Funkcjonariusz Sonderdienstu przed posterunkiem w Lublinie

Sonderdienst (niem. Służba Specjalna), zwany prywatną policją Hansa Franka – niemiecka policja pomocnicza powołana przez Hansa Franka z członków rozwiązanego Volksdeutscher Selbstschutz działająca na terenie Generalnego Gubernatorstwa w latach 1940–1944.

## Organizacja służby
Sonderdienst został utworzony 6 maja 1940 rozporządzeniem Hansa Franka. Podlegał bezpośrednio administracji Generalnego Gubernatorstwa. Hans Frank chciał w ten sposób utworzyć formację zmilitaryzowaną, którą można było dysponować niezależnie od zgody dowódców Sipo czy Orpo. Od 1 kwietnia 1941 na inspektora formacji w głównym wydziale administracji rządu GG powołany został inspektor dr Hermann Hammerle, podlegający generalnemu gubernatorowi przez Wydział Spraw Wewnętrznych i sekretarza stanu.
Kadrę Sonderdienstu stanowili głównie volksdeutsche oraz członkowie rozwiązanego Volksdeutscher Selbstschutz. Organizacja liczyła około 7 tysięcy ludzi. Hammerle dnia 18 października 1940 roku sygnalizował Frankowi brak 650 ludzi do wypełnienia stanów, w wyniku czego zarządzono przymusową rekrutację wśród mniejszości niemieckiej, którą przeprowadzał Odilo Globocnik.
Sonderdienst składał się w sumie z 7 batalionów, w tym 5 tzw. administracyjnych, batalionu bezpieczeństwa oraz rezerwowego. Dwa ostatnie umiejscowione były w Krakowie. Natomiast bataliony administracyjne były dostosowane do podziału administracyjnego GG, posiadając oznaczenia literowe (w dystrykcie lubelskim – batalion E). Uwzględniając strukturę terytorialną przydzielano je poszczególnym dystryktom. Na terenie dystryktu batalion administracyjny dzielił się na plutony, przydzielone do każdego powiatu, i pozostające do dyspozycji starosty. Każdy starosta miał do swojej dyspozycji od 50 do 100 członków Sonderdienstu. Formacja posiadała także własną szkołę, która podlegała Oberstfeldmeistrowi Reichsarbeitsdienstu i składała się z 2 kompanii szkolnych i kompanii do celów specjalnych pod dowództwem podoficera SS.
Dnia 24 marca 1942 roku Sonderdienst podporządkowano Sekretariatowi Stanu do Spraw Bezpieczeństwa. Dnia 3 czerwca 1942 podporządkowano go nadzorowi Orpo. W obu przypadkach jednak Hans Frank zastrzegł sobie zachowanie jego odrębności oraz wpływu na jego działanie. 10 października 1942 na rozkaz Wyższego Dowódcy SS i policji Friedricha Wilhelma Krügera (rywalizującego z Frankiem) jednostkę włączono formalnie w struktury skoszarowanych jednostek Ordnungspolizei (Orpo). 22 września 1944 formacja została wcielona do Wehrmachtu.

## Zadania i kompetencje
Jednostkę traktowano jako formację policyjno-techniczną pełniącą rolę pomocniczą dla policji oraz służb bezpieczeństwa podlegającą administracji państwowej. Członkowie Sonderdienstu wykorzystywani byli do prowadzenia działań policyjnych i ochronnych. Pełnili funkcje informatorów, tłumaczy, uczestniczyli w służbie patrolowej, akcjach ochrony zbiorów, ściąganiu kontyngentów. W latach 1940–1941 w wyniku sporów kompetencyjnych oraz rywalizacji Franka z Krügerem kilkuset członków formacji zasiliło Waffen-SS. Od roku 1942 jednostki te zwalczały także partyzantów, brały udział w akcjach represyjnych i eksterminacyjnych. Członkowie organizacji pełnili funkcje pomocnicze w akcjach wyłapywania i izolacji Żydów w Krakowie, w dystrykcie lubelskim, podczas Operacji Reinhardt, na Zamojszczyźnie oraz innych policyjnych akcjach wysiedleńczych Polaków i Żydów.

## Umundurowanie
Członkowie Sonderdienstu byli umundurowani i uzbrojeni według sortu mundurowego obowiązującego w Wehrmachcie. Wyglądali podobnie do innych jednostek wojska niemieckiego. Odróżniały ich czerwone opaski noszone na lewym przedramieniu z czarnym napisem „Generalgouvernement Polen Sonderdienst” oraz naszywka z napisem „Sonderdienst Generalgouvernement” wokół godła Generalnego Gubernatorstwa.

## Zbrodnie Sonderdienstu
- 15 marca 1943 funkcjonariusze Sonderdienstu zamordowali w Siedliskach pod Miechowem pięcioosobową rodzinę Baranków oraz czterech ukrywanych przez nią Żydów[6].
- 4 czerwca 1943 roku Sonderdienst oraz Schutzpolizei przeprowadziły wspólnie pacyfikację wsi Nasiechowice w gminie Miechów. Początkowo dokonywali egzekucji wybranych mieszkańców według posiadanych list proskrypcyjnych, a gdy zorientowali się, że część osób ukryła się w lesie, aresztowali około 70 pozostałych (w tym 16 dzieci), po czym rozstrzelali je na skraju pobliskiego lasu[7].
- 28 lutego 1944 roku jednostki Sonderdienstu pod dowództwem komendanta Lorenza, policji niemieckiej oraz gestapo wzięły udział w pacyfikacji wsi Wanaty, w której śmierć poniosło 108 Polaków, w tym 35 kobiet i 47 dzieci[7].
- 2 marca 1944 roku Sonderdienst wspólnie z żandarmerią oraz SS dokonały pacyfikacji wsi Palikije w gminie Wojciechów. W odwecie za niedostarczone kontyngenty spalono 12 gospodarstw i rozstrzelano 7 osób[7].